# Gaetano Nunziante
Gaetano Nunziante (Sarno, 1826 – Salerno, 1908) è stato un politico e avvocato italiano, primo Presidente della Deputazione Provinciale di Salerno, dal 1889 al 1903.

## Biografia

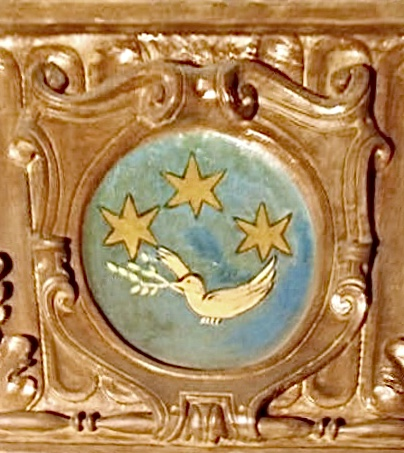
Stemma Nunziante nella Sala del Patriziato del Casino Sociale di Salerno, di cui Gaetano Nunziante fu uno dei fondatori

Nacque a Sarno nel 1826 da Giovanni Nunziante, conte palatino e cavaliere dello Speron d'Oro, Ufficiale delle Reali Segreterie, e da Teresa Carrella.
Intraprese gli studi classici presso la Badia di Cava de' Tirreni e si laureò in giurisprudenza nel 1843 all'Università di Napoli.
L'ambiente familiare in cui crebbe era fortemente borbonico. I suoi avi si erano infatti distinti per la fedeltà ai sovrani e per meriti verso la corona.
Ciononostante, come molti altri giovani della sua generazione, aderì agli ideali risorgimentali e si unì alle file dell'esercito garibaldino combattendo ai Ponti della Valle ed al Volturno. Ebbe la Medaglia Commemorativa per la campagna 1860-1861 per l'Indipendenza e l’unità d’Italia e fu ascritto nella Società Reduci delle patrie battaglie nel 1883.
Intrattenne rapporti di amicizia con Giovanni Nicotera insieme al quale condivideva le alte aspirazioni patriottiche.
Nel 1861 sposò Concetta Napoli, dalla quale ebbe quattro figli, tra cui Giovanni, che fu a sua volta avvocato e impegnato nella politica salernitana.

### Attività politica
Esercitò la professione forense, divenendo tra l'altro Presidente dell'Ordine degli Avvocati di Salerno, ma coltivando al contempo un forte interessamento verso la cosa pubblica. 
Fu dapprima Assessore dei Comuni di Sarno, di San Valentino Torio e di Salerno. 
Quindi Deputato del Consiglio Provinciale di Principato Citeriore, Consigliere Provinciale di Principato Citra e Membro del Consiglio Provinciale di Salerno. 
In seno a tale amministrazione fu nominato Vicepresidente della Commissione provinciale dell'Intendenza di Salerno per l'applicazione delle imposte dirette e Presidente della Commissione di Vigilanza per le Opere di bonifica del bacino del Sarno.
Nel 1878 fu a capo della delegazione che rappresentava la municipalità di Salerno ai funerali di S.M. Vittorio Emanuele II.
Divenne infine il primo Presidente eletto della  Deputazione Provinciale di Salerno dopo l’emanazione del Regio decreto 10 febbraio 1889, nº 5921 che poneva questa figura a capo della Provincia in luogo del Prefetto.
Ricoprì l’incarico ininterrottamente per più mandati dal 1889 al 1903.
Fu Consigliere della Cassa di Risparmio salernitana e Membro dapprima della Reale Società Economica di Principato Citra e poi di quella della Provincia di Salerno.
Morì a Salerno nel 1908 e gli furono tributate esequie ufficiali solenni.
Dopo la morte, a Gaetano Nunziante furono intestate due strade: una a Salerno e una a Sarno nella via in cui si trova il palazzo di famiglia.